# Alain Blanchet (psychologue)
Pour les articles homonymes, voir Alain Blanchet et Blanchet.
Alain Blanchet, né en mars 1947, est sociologue et professeur émérite de psychologie français.

## Biographie
Il obtient un diplôme de psychologue clinicien en 1974 à l’université Paris VII puis travaille au Centre scientifique et technique du bâtiment (CSTB). Il est recruté par le CNRS comme ingénieur en 1980 puis comme chargé de recherche dans le Groupe de recherche sur la parole de l’université Paris VIII en 1989. Il soutient une thèse d’État en 1990 sur L'entretien de recherche à l’université Paris VII et il est nommé professeur dans l'UFR « Psychologie, pratiques cliniques et sociales » en 1991, à l'université Paris VIII où il effectue l'ensemble de sa carrière. 

### Responsabilités institutionnelles et éditoriales
Il a fondé  et dirigé le Laboratoire de psychopathologie et neuropsychologie (EA 2027) (1994-2011) et dirigé l’école doctorale « Cognition, langage, interaction » (ED 224) (1999-2009). Il a coordonné le réseau universitaire européen MASI (Méthodologies d’analyse des interactions sociales) (2003-2013).
Il préside la Société française de psychologie de 1999 à 2003.
Il a dirigé les collections « 128 » et « Fac Psychologie », aux éditions Nathan puis chez Armand Colin (1995).

### Activités de recherche
Il cherche à mettre en évidence les mécanismes interlocutoires dans les entretiens non-directifs, en étudiant les relances faites par l'intervieweur, renouvelant le questionnement sur la validité des enquêtes sociales faites selon cette méthodologie. Il applique sa méthode au champ de la psychologie clinique, ce qui lui permet de mettre en évidence des marqueurs linguistiques du stress, de la dépression, de l’hospitalisation, et du confinement . Il applique les mêmes principes méthodologiques à l'étude des effets psychologiques produits par les échanges verbaux et non-verbaux entre thérapeute et patient. Il s'efforce ainsi de montrer les effets de guidage thématique des interventions des thérapeutes, les effets de mimétismes référentiels des discours des patients et le rôle, essentiel selon lui, du soubassement non verbal des interactions dans la dynamique de l'échange et dans son issue thérapeutique. Ces travaux procèdent à une mise à jour des soubassements pragmatiques des méthodes thérapeutiques et de leur disparité, en exposant un modèle théorique des mécanismes interactionnels qui en explique l’efficacité.

### Ouvrages et chapitres d'ouvrages
- (Collectif) L’entretien dans les sciences sociales (publié avec le concours du CNRS, Ed.), Paris, Dunod, 1985[11].
- Avec Ghiglione R, Massonnat J & Trognon A, Les techniques d’enquête en Sciences sociales, Paris, Dunod, 1987.
- (Chapitre) « L’entretien : la co-construction du sens », in C. Revault d’Allonnes (Ed.), La démarche clinique en Sciences Humaines, Paris, Dunod, 1989, p. 87–102.
- Dire et faire dire, Paris, Armand Colin, 1991.
- Avec Ghiglione, R. Analyse de contenu et contenus d’analyse, Paris, Dunod, 1991.
- (Chapitre) «Pragmatique et psychopathologie», in D. Widlöcher (éd.), Traité de psychopathologie (p. 883–919). Paris: PUF, 1994.
- (Collectif) Recherches sur le langage en psychologie clinique, Paris, Dunod, 1997.
- (Chapitre) «L’interaction thérapeutique», in T. Nathan, A. Blanchet, S. Ionescu, & N. Zadje (Eds.), Psychothérapies (p. 99–154), Paris, Odile Jacob, 1998.
- (Chapitre) «Les stratégies intentionnelles des thérapeutes», in J. Chemouni (Ed.), Clinique de l’intentionnalité (p. 89–101). Paris: Ed. Interuniversitaires, 2001.
- (Chapitre) «Sur les traces langagières des troubles», in J. Bernicot, A. Trognon, M. Guidetti, & M. Musiol (Eds.), Pragmatique et psychologie (p. 247–362). Paris: PUF, 2002.
- (Chapitre) «L’incompétence pragmatique», in M. Bromberg & A. Trognon (Eds.), La psychologie sociale de la communication (p. 55–75). Paris: Dunod.
- (Chapitre) Avec Batt, M., Trognon, A., & Masse, L., Language and Behaviour Patterns in a Therapeutic Interaction Sequence, in L. Anolli, S. Duncan, M. Magnusson, & G. Riva (Eds.), The hidden structure of social interaction. From genomics to culture patterns (p. 123–140). Amsterdam: IOS Press B.V., 2005.
- (Édition) Avec Ionescu, S., Nouveau cours de psychologie (8 volumes), Paris, PUF, 2006-2007.
- Avec Gotman, A. L’enquête et ses méthodes : l’entretien, Paris, Nathan, 2007.
- (Chapitre) «Analyse critique des psychothérapies», in S. Ionescu & A. Blanchet (Eds.), Nouveau cours de psychologie, psychologie clinique et psychopathologie(master) (p. 523–549). Paris: PUF, 2007.
- Avec Trognon, A. La psychologie des groupes, Paris, Armand Colin, 2008.
- (Chapitre) Avec Bromberg, M., & Trognon, A. «Données discursives : l’analyse de contenu», in S. Ionescu & A. Blanchet (Eds.), Méthodologie de la recherche en psychologie clinique (p. 171–206). Paris: PUF, 2009.
- Les psychothérapies sont-elles rationnelles ? Dire, faire dire et guérir, Grenoble, Presses universitaires de Grenoble, 2016.